# シェークハンド

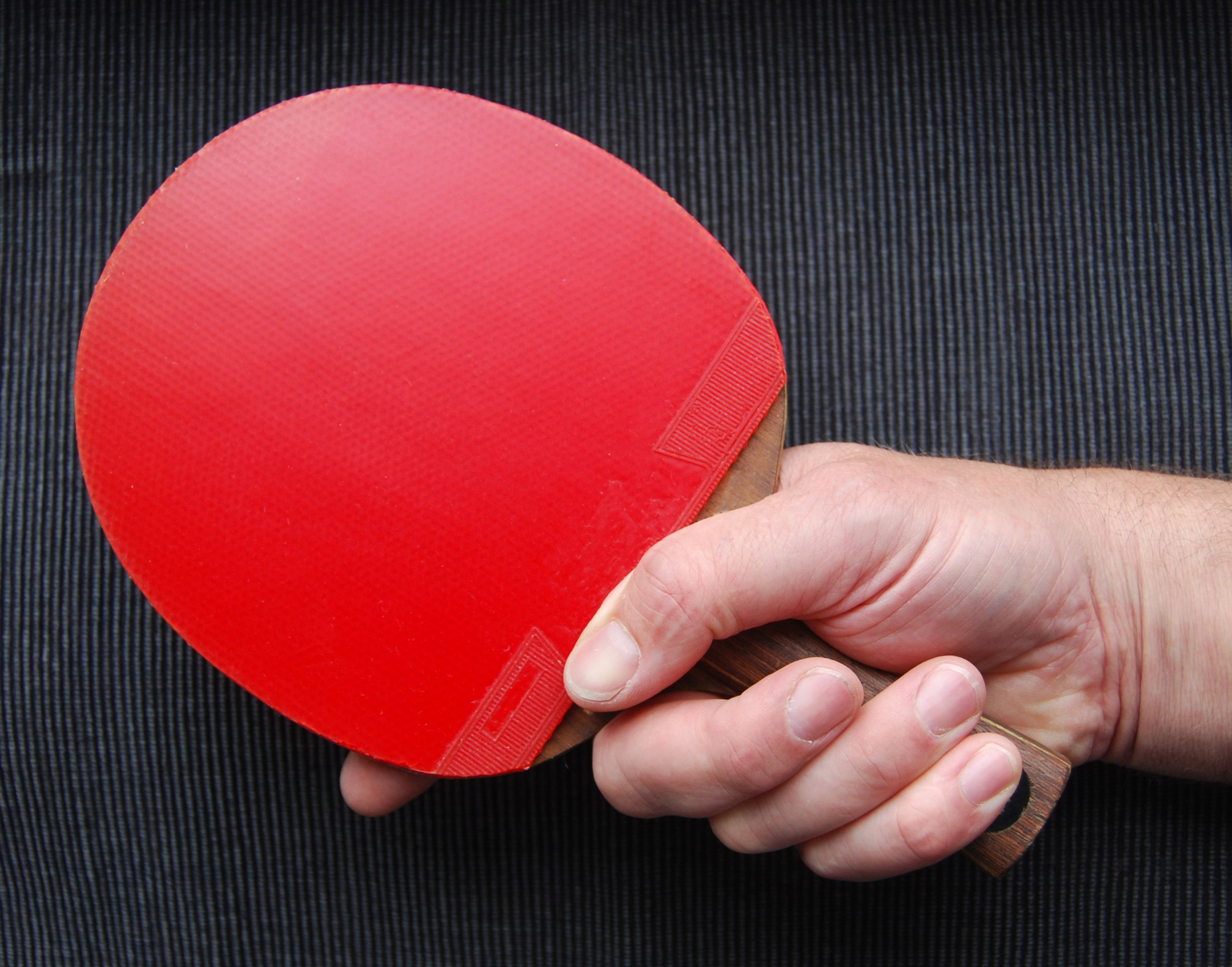
シェークハンドのラケット

シェークハンドは、卓球におけるラケットの握り方（“グリップ”と呼ぶ）、あるいはラケットの種別名である。

## 概要
多くの選手がシェークハンドであり、卓球においては握り方の主流であるといえる。
主にヨーロッパで発展した握り方であり、ヨーロッパの卓球選手はほぼ100%シェークハンドを使っている。また、日本や韓国、中国などのアジア諸国でも使用率が非常に高い。
握り方としては、握手をするように手全体でラケットを握る持ち方を指す。また、これに向くよう作られたラケットをもこう呼ぶ。
シェークハンドでの戦型は主に5つでドライブ主戦型、異質攻守型、前陣速攻型、オールラウンド型、カット主戦型である。中でもドライブ主戦型は現在最も多い戦型である。

## 特徴
シェークハンドは両面にラバーを貼って使用するため、ペンホルダー方式に比べて、フォア・バックの両ハンドがやりやすく、特にバックハンドはペンホルダーと比べて上手く振れるとされる。
また、ラバーを両面に貼れるメリットを生かした多彩な両ハンド攻撃が容易であるため、様々なプレイスタイルが存在する点も特徴である。
反面、ミドルに来たボールに対して比較的処理しにくく、サービスなどでラケットの持ち方を変えなければならないケースがある、ラバーを両面に貼るのでラケットの総重量が重くなりやすいといった欠点もある。
シェークハンドのグリップにも種類があり、ブレードから曲線になって広がっているグリップをフレア、真直ぐになっているものをストレート、直線で広がっているものをコニック、樽形の様なグリップのアナトミックなど様々な形状がある。同じ材質でもグリップ形状の違いで性質が変わるという特徴を持つ。

## グリップ
シェークハンドのグリップは大きく分けて以下の種類が存在している。このうち、最も使われているのはストレート（ST）とフレア（FL）であり、アナトミック（AN）は非常に少ない。同じブレードの製品でもグリップ形状によって打感や扱い方に多少の違いがあり、ストレート（ST）はラケットを振った時にしならせにくく、逆にフレア（FL）はしならせやすい。
ストレート（ST）真直ぐになっているグリップ。グリップの握り変えや、握り変えによるラケット角度の微調整がやりやすいため、比較的自由度の高いグリップと言い換えることもできる。フォアハンドとバックハンドの切り替えがやりやすいことから、両ハンド打法を同じ比率で使う選手や後陣でカットを多用する選手に適している。しなりにくいグリップ形状のため、スマッシュやミート打ちを多用したりプッシュ等の技術に適しているが、ドライブ打法等の回転を掛ける技術はラバーに依存するため、ラケット角度やラバー硬度、手首の可動域、ブレードの板厚や材質等で調整する必要がある。主にヨーロッパの選手やカットマンに使用者が多い。
フレア（FL）グリップエンドに向かって曲線状に広がっているグリップ。各メーカーのカタログでは、手の小さい人でも握りやすいことから初心者向けという表記をしているが、これについては誤った解釈で、重心がグリップエンド寄りになることで、初心者でもラケットが振りやすくなるからである。ミートさせて打球するストレート（ST）とは異なり、フレア（FL）では日本刀や柳葉刀、苗刀と同様の扱い方が求められ、グリップの反りを利用してしならせて打球することで回転量と威力を出すため、中陣での威力のあるフォアハンドドライブを多用する選手に適している。どちらかというと、初心者よりも中・上級者向けのグリップと言い換えることもできる。反面、グリップ形状の特性上グリップの握り変えがやりにくく、かつ、ストレート（ST）と比べてラケットを持った時にヘッドが下がるため、ペンホルダーのプッシュのような押す打ち方や、脇を閉めたり締めたりする打ち方、手首を固めて打つ打ち方には適さない。また、グリップの反りを利用した打ち方に適したブレードのため、回転量はブレードの板厚や材質で、弾みはラバー硬度やラバーの種類で調整する必要があり、しなり度合いはグリップ形状の反り方等で微調整する必要がある。アジア圏の選手に使用者が多く、特に中国では専らこのグリップ形状のラケットしか取り扱っていない。
アナトミック（AN）樽形の様な形状のグリップ。解剖学的に基づいたグリップ形状のため、ラケットを握った際に手にフィットしやすい。ストレート（ST）とフレア（FL）の両方の特徴を兼ね備えており、プレイスタイルに両方の特徴を持たせたい選手や前・中陣で強打を多用する選手に適している。反面、前二者と比べて中途半端な感は否めず、ループドライブ等の回転重視の打法や後陣でのプレイがやりにくく、特に3枚合板や7枚合板等の中芯が横目のラケットの場合は特に顕著である。また、生産数も限られているため、選択肢が少ないという短所もある。
コニック（CO）直線で広がっているグリップ。オールラウンド型の選手に適しているが、手の大きい人にはフィットしにくい。現在では生産されていない。
ストレートインクライングリップ（SI）ブレードからグリップエンドにかけて徐々に厚くなっているグリップ。こちらも現在では生産されていない。